# Dan Turèll Medaljen
Dan Turèll Medaljen er en dansk kulturpris, der uddeles af Dan Turèlls Mindelegat til “forfattere, multimediemennesker og andre, som efter styregruppens opfattelse arbejder i Dan Turèlls ånd”. Prisen blev indstiftet i 1994. I 2012 skiftede den navn fra Dan Turèll Prisen til Dan Turèll Selskabets Medalje
Prisen uddeles hvert år på Dan Turèlls fødselsdag, 19. marts. Prisoverrækkelsen har tidligere fundet sted på Dan Turèlls stamværtshus, Frederik VI på Frederiksberg Allé, men er siden 2007 sket i Turèll-samlingen på Vangede Bibliotek.
Dan Turèlls Mindelegat blev stiftet i 1994 for indtægterne fra det store mindearrangement Dan Turèll Grande Goodbye Galla, der blev afholdt i Tivolis Koncertsal 20. januar 1994. Indtil 2011 fulgte med prisen et af Dan Turèlls færdigbundne slips. Fra 2012 ændrer Dan Turèll Prisen navn til Dan Turèll Selskabets Medalje udført af billedkunstneren Barry Lereng Wilmont.

## Modtagere
- 1995: Ole Bornedal
- 1996: Klaus Lynggaard
- 1996: Steffen Brandt
- 1997: Halfdan E
- 1998: Ditte Birkemose
- 1999: Rune T. Kidde
- 2001: Jakob Martin Strid[1]
- 2003: Mikael Bertelsen
- 2004: Christiania Jazzclub
- 2005: Jens Blendstrup
- 2006: Ursula Andkjær Olsen
- 2007: Farshad Kholgi
- 2008: ikke uddelt
- 2009: ikke uddelt
- 2010: Morten Søkilde
- 2011: Claus Høxbroe
- 2012: Astrid Saalbach
- 2013: Per Vers
- 2014: Rasmus Halling Nielsen[2]
- 2015: Jesper Stein
- 2016: Thomas E. Kennedy
- 2017: Marianne Larsen
- 2018: Peter Laugesen
- 2018: Torben Ulrich - Ekstraordinær medalje 2018 i anledning af 25 årsdagen for Dan Turèlls død[3]
- 2019: Oliver Stilling
- 2021: Claus Hempler
- 2022: Gerd Laugesen
- 2023: Niels Skousen
- 2024: Signe Gjessing

## Ekstern henvisning
- Dan Turèll Medaljen https://www.turellsamlingen.dk/forside/dan-turell-selskabet/
- Dan Turèll Prisen – Turell-samlingen